# Пе (перська літера)

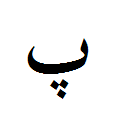
Ізольована форма літери

Пе (перс. په‎) — третя літера перської абетки, позначає звук [p].
В ізольованій та кінцевій позиціях пе має вигляд پ; в початковій та серединній — پـ.
В арабській абетці немає цієї літери, оскільки в арабській мові немає звука [p].
Перси додали до арабської літери ба дві крапки. Окрім перської мови цю літеру вживали в писемностях тюркських та індійських народів, що виникли під впливом перської. В деяких арабських атласах і словниках літеру використовують для тончої передачі іншомовних назв та імен.

## В юнікоді
| Юнікод         | U+067E            |
| Ім'я в юнікоді | ARABIC LETTER PEH |
| HTML           | &#1662;           |
| ISO 8859-6     | немає             |